# Prostějov (Žumberk)
Prostějov je místní částí městyse Žumberk, ležícího v okrese Chrudim, v Pardubickém kraji.
V roce 2008 zde žilo asi 10 stálých obyvatel. Do vsi vede pouze 1 silnice 4. třídy ze Žumberka. Na návsi se nachází malý rybník. Ve vsi se také nachází křížek a na severním okraji kravín. V okolí se nacházejí pastviny a pásy lesů. Prostějov leží dle horopisného dělení v Železných horách, ve zvlněné mírně kopcovité krajině se stržemi.